# Wurdack-Verlag
Der Wurdack-Verlag war ein im Jahr 2004 gegründeter Kleinverlag mit Sitz in Nittendorf bei Regensburg. Inhaber war Ernst Wurdack. Der Schwerpunkt lag auf deutschsprachiger Phantastik. Der Verlag wurde vor allem durch seine Anthologien zum Wettbewerb der Storyolympiade und durch seine Neuveröffentlichung der Mark-Brandis-Reihe Weltraumpartisanen von Nikolai von Michalewsky bekannt. Ende 2024 wurde der Verlag aufgelöst.

## Geschichte
Der Verlag entstand aus der Storyolympiade heraus. Ernst Wurdack war im Jahr 1999 Mitbegründer des Wettbewerbs und trat ab 2000 als Herausgeber und Finanzier von Anthologien mit den besten Beiträgen auf. Die jährlichen Sammelbände erhielten ab 2002 Zuwachs durch weitere Anthologien zu Themen wie Märchen, Horror und Science-Fiction, die als Story-Olympiade Special erschienen. 2004 folgte die Verlagsgründung. Das erste Buch war im selben Jahr Geschichten aus Movenna von Petra Hartmann. Es folgten Romane zur Welt des Rollenspiels Demonwright.
Laut einer Statistik, die Storyolympiaden-Autoren im Jahr 2010 veröffentlichten, erschienen im Wurdackverlag und den Vorgängerprojekten im Zeitraum 2000 bis 2009 insgesamt 951 Geschichten, Romane, Erzählungen und Comics von 423 Autoren. Es erschienen 64 Bücher, davon 33 Anthologien, 24 Romane, fünf Geschichtenbände, ein Novellenband und ein Comic. Im August 2024 gab Ernst Wurdack die Schließung seines Verlags zum Jahresende bekannt.

## Programm
Als wichtigstes Standbein des Verlags entwickelte sich die Science-Fiction-Sparte, die eine Anthologien-Reihe (herausgegeben von Armin Rößler, Heidrun Jänchen und Dieter Schmitt) sowie zahlreiche Romane umfasst. Seit 2008 erscheinen im Verlag die Weltraumpartisanen von Nikolai von Michalewsky, 2010 startete die Reihe Doktor Nikola von Guy Boothby, die den klassischen Abenteuern Doktor Nikolas auch neue hinzufügt. Weitere Sparten sind Fantasy, Märchen, Vampirromane, Thriller und Phantastik, sowie neuerdings Kriminalromane, die Shared-Universe-Romanreihe Die neunte Expansion (ab 2013) und deren Ableger Der Loganische Krieg (ab 2018).

## Auszeichnungen
Seit Start des Verlagsprogramms fanden sich immer wieder Werke auf den Nominierungslisten der bekannten Genre-Preise. 
- 2008 wurden zwei Publikationen des Verlags mit dem  Deutschen Phantastik Preis ausgezeichnet: Als beste Anthologie Drachenstarker Feenzauber (Hrsg. v. Petra Hartmann) und als beste Kurzgeschichte Herz aus Stein von Jörg Olbrich. 2010 ging der Preis für die beste Kurzgeschichte an Karina Cajo für Der Klang der Stille.
- Den Kurd-Laßwitz-Preis gewannen Veröffentlichungen des Verlages erstmals 2009: Den für die beste Erzählung (Heidrun Jänchen: Ein Geschäft wie jedes andere) und den für das beste Titelbild (Carsten Dörrs Cover zu Prothesengötter von Frank Hebben). 2010 erhielt Ernst-Eberhard Manski den Preis für die beste Kurzgeschichte (Das Klassentreffen der Weserwinzer). 2012 wurde Alexander Preuss für das Titelbild von Emotio mit dem Preis ausgezeichnet.
- Der erste Roman aus dem Wurdack-Verlag, der den Deutschen Science Fiction Preis zuerkannt bekam, war 2010 Vilm. Der Regenplanet/Vilm. Die Eingeborenen von Karsten Kruschel.
- 2012 ging der Deutsche Science Fiction Preis in beiden Kategorien (Erzählung und Roman) an Publikationen aus dem Wurdack-Verlag (In der Freihandelszone von Heidrun Jänchen und Galdäa. Der ungeschlagene Krieg von Karsten Kruschel).
- 2013 wurde Ernst Wurdack „für langjährige Förderung deutschsprachiger Science Fiction durch seine Verlegertätigkeit und die Förderung neuer Talente durch Anthologien und Sammelbände“ der Kurd-Laßwitz-Preis zuerkannt. Im selben Jahr gewann die Erzählung Zur Feier meines Todes von Michael K. Iwoleit den Deutschen Science Fiction Preis, erschienen in der Wurdack-Publikation Die letzten Tage der Ewigkeit.

## Autoren
- Veronika Bicker
- Nadine Boos
- Guy Boothby
- Carmen Capiti
- Stefan Cernohuby
- Birgit Erwin
- Christoph Hardebusch
- Petra Hartmann
- Frank W. Haubold
- Frank Hebben
- Michael K. Iwoleit
- Heidrun Jänchen
- Karsten Kruschel
- Nikolai von Michalewsky
- Niklas Peinecke
- Holger M. Pohl
- Uwe Post
- Alessandra Reß
- Armin Rößler
- Regina Schleheck
- Andrea Tillmanns
- Dirk van den Boom
- Alexander Wichert